# Борис Трайковський
Борис Трайковський (мак. Борис Трајковски; нар. 25 червня 1956, Струмиця — пом. 26 лютого 2004, Мостар, Боснія і Герцеговина) — другий президент Республіки Македонії.

## Біографія
Борис Трайковський народився поблизу міста Струмиця в Соціалістичній Республіці Македонія, в родині методистів. В 1980 році закінчив юридичний факультет Університету імені Кирила і Мефодія у Скоп'є. Після чого вирушає вивчати теологію до США, де одружився і став протестантським священиком. Працював головою юридичного відділу великої будівельної компанії.
Зі здобуттям республікою незалежності в 1992 році, розпочав політичну діяльність. Трайковський приєднався до прихильників незалежності Македонії — Демократичної партії македонської національної єдності та Всемакедонської революційної організації, котру очолював відомий поет Любчо Георгієвський. Він став його радником з зовнішньополітичних питань. В 1997 році Трайковського обирають головою районної адміністрації муніципалітету Кісела Вода — адміністративної одиниці Скоп'є. В 1998 році обійняв посаду заступника міністра закордонних справ Македонії.
До 1998 року, очолюючи в своїй партії комісію з зовнішньої політики, став першим радником лідера партії Любчо Георгієвського.
На президентських виборах в листопаді 1999 року Трайковський переміг лише у другому турі завдяки підтримці албанської меншини, яка становить значну частину населення Македонії. Трайковського сприймали як молодого лідера з прозахідними симпатіями та непоганими міжнародними зв'язками. Під час кризи в Косові 1999 року Трайковський звинуватив НАТО в ігноруванні етнічної напруги в Македонії, до якої прибули 300 тисяч албанських біженців з Косова. Як президент Трайковський незмінно наполягав на мирному вирішенні македонсько-албанських розбіжностей усередині його країни та розбудові поліетнічної системи демократії. Всупереч нападкам націоналістів, у серпні 2001 року він підписав мирну угоду з албанськими бойовиками, добився внесення до Конституції змін, якими албанцям відводилася більша роль у суспільному та державному житті. Трайковський був рішучим прихильником членства Македонії в НАТО та ЄС.
За президентства Трайковського Українсько-македонські відносини набули особливого розвитку. Україна поставляла Македонії військову авіатехніку, ремонтувала танки. В серпні 2001 року президент Трайковський прилітав до Києва на святкування десятої річниці Незалежності.
Трайковський загинув 26 лютого 2004 року. Літак президента, що летів на міжнародну конференцію країн-донорів Боснії і Герцеговини, розбився о восьмій ранку за місцевим часом у горах Боснії. Літак врізався в гору за умов хмарності, дощу та густого туману.